# Потанцуем?
«Потанцуем?» (англ. Shall We Dance) — фильм-мюзикл 1937 года режиссёра Марка Сэндрича
с Фредом Астером и Джинджер Роджерс в главных ролях.

## Слоган
«Cut loose! Relax! Unbend! and clear your throat for cheering!»

## Аннотация
Гениальный танцовщик Питер Питерс имеет весьма оригинального импресарио — Джеффри. Тот для привлечения публики решил выдать Питерса за русского плясуна по фамилии «Петров». Однако мнимый Петров вместо балета почему-то всё время танцует степ.
А кроме этого, Питерс решает завоевать сердце прекрасно танцующей актрисы Линды Кин. Чтобы познакомиться и расположить к себе красавицу, танцор идет на различные ухищрения, порой очень комичные.

## В ролях
- Джинджер Роджерс — Линда Кин
- Фред Астер — Питер Питерс
- Эдвард Эверетт Хортон — Джефри Бэрд
- Эрик Блор — Сесил Флинтридж
- Джером Кауэн — Артур Миллер
- Кетти Гэллиэн — леди Дениз Террингтон
- Уильям Брисбейн — Джим Монтгомери

## Премьеры
Мировая премьера состоялась 7 мая 1937.

## Награды
- Номинация на «Оскар» 1938 года в категории Лучшая песня  (за «They Can’t Take That Away from Me» )